# Николаевка (Терновский район)
Никола́евка — село в Терновском районе Воронежской области России. Входит в Тамбовское сельское поселение.

## История
Согласно ревизской сказке (Ревизская сказка хранится в Государственном архиве Тамбовской области) 1858 года марта 19 дня Тамбовской губернии Борисоглебского уезда Пичаевской волости, д. Николаевка Скакалин Евстрат Лаврентьевич 43 года с детьми Леонтием 11 лет, Николаем 7 лет, женой Ариной Матвеевной 40 лет, племянником Михаилом Леонтьевичем 25 лет, матерью Мариной Федотовной 86 лет и женой Авдотьей Трофимовной 26 лет причислен и проживает в д. Николаевке. Тамбовской казенной палатой переведены из села Красивка Питимской волости Моршанского уезда Тамбовской губернии. Село Красивка ныне находится в северо-восточной части Пичаевского района Тамбовской области и граничит с территорией Башмаковского района Пензенской области.
Ранее в состав Пичаевской волости Борисоглебского уезда входили сельские поселения с. Пичаево, с. Липовка, с. Питим, с. Николаевка, с. Сергиевка, с. Кулешовка, с. Калиновка, д. Рудовка, д. Девятка, с. Артемовка, д. Докукина, д. Цветовка, д. Семигорка. В настоящее время указанные поселения входят в состав Жердевского района Тамбовской области и граничат с территорией Воронежской области.
Село Николаевка, д. 1-я Красивка, 2-я Красивка являлись вотчинными землями села Красивка Питимской волости Моршанского уезда Тамбовской губернии.
В настоящее время Николаевское сельское поселение входит в состав Терновского района Воронежской области.
Была административным центром Николаевского сельского поселения до его упразднения в 2017 году.

## Население
| 2010 | 2012 | 2013 | 2014 | 2015 | 2016 | 2017 |
| ---- | ---- | ---- | ---- | ---- | ---- | ---- |
| 322  | ↘321 | ↘316 | ↘299 | ↘292 | ↗293 | ↘282 |

## Инфраструктура
Основная общеобразовательная школа.

## Уличная сеть
- ул. Ворошилова,
- ул. Ленинская,
- ул. Октябрьская,
- ул. Полякова,
- ул. Советская.